# Micrixalus silvaticus
Micrixalus silvaticus es una especie  de anfibios de la familia Ranidae.
Esta especie es endémica de los Ghats occidentales de la India. Sin embargo, existen considerables dificultades con identificaciones erróneas de este taxón, y por lo tanto se requiere la confirmación de la verdadera silvaticus Micrixalus en estos sitios.
Los especímenes atribuidos a esta especie se han registrado desde el Parque nacional de Silent Valley y el Parque nacional Muthenge, tanto en Kerala, y desde Kalakad - Mundanthurai Reserva de Tigres de Tamil Nadu, y se encuentra protegido por la legislación nacional. Se incluye como parte de los estudios en curso por Biju. Posibles errores de identificación de esta especie deben ser resueltas.

## Distribución geográfica
Se encuentra en la India.